# اورفئوس در برزخ

کاور اپرای اورفئوس در برزخ مربوط به اجرای سال ۱۸۷۴

اورفئوس در برزخ (انگلیسی: Orpheus in the Underworld) همین‌طور با نام دیگر اورفه در برزخ، یک اثر کمیک اپرایی در ژانر اپرا بوفه به همراه موسیقی است از ژاک افنباخ آهنگساز برجسته فرانسوی-آلمانی‌تبار. نخستین اجرای این اثر هنری در دو پرده و مربوط به ۲۱ اکتبر ۱۸۵۸ در تئاتر بوفه پاریسی‌ها و در شهر پاریس است. استقبال از این اثر به اندازه‌ای جالب‌توجه بود که  ژاک افنباخ آن را بازنویسی کرد و به چهار پرده افزایش داد؛ نسخه اخیر  در ۷ فوریه ۱۸۷۴ در تئاتر د لا گیت اجرا گردید.

## نگارخانه

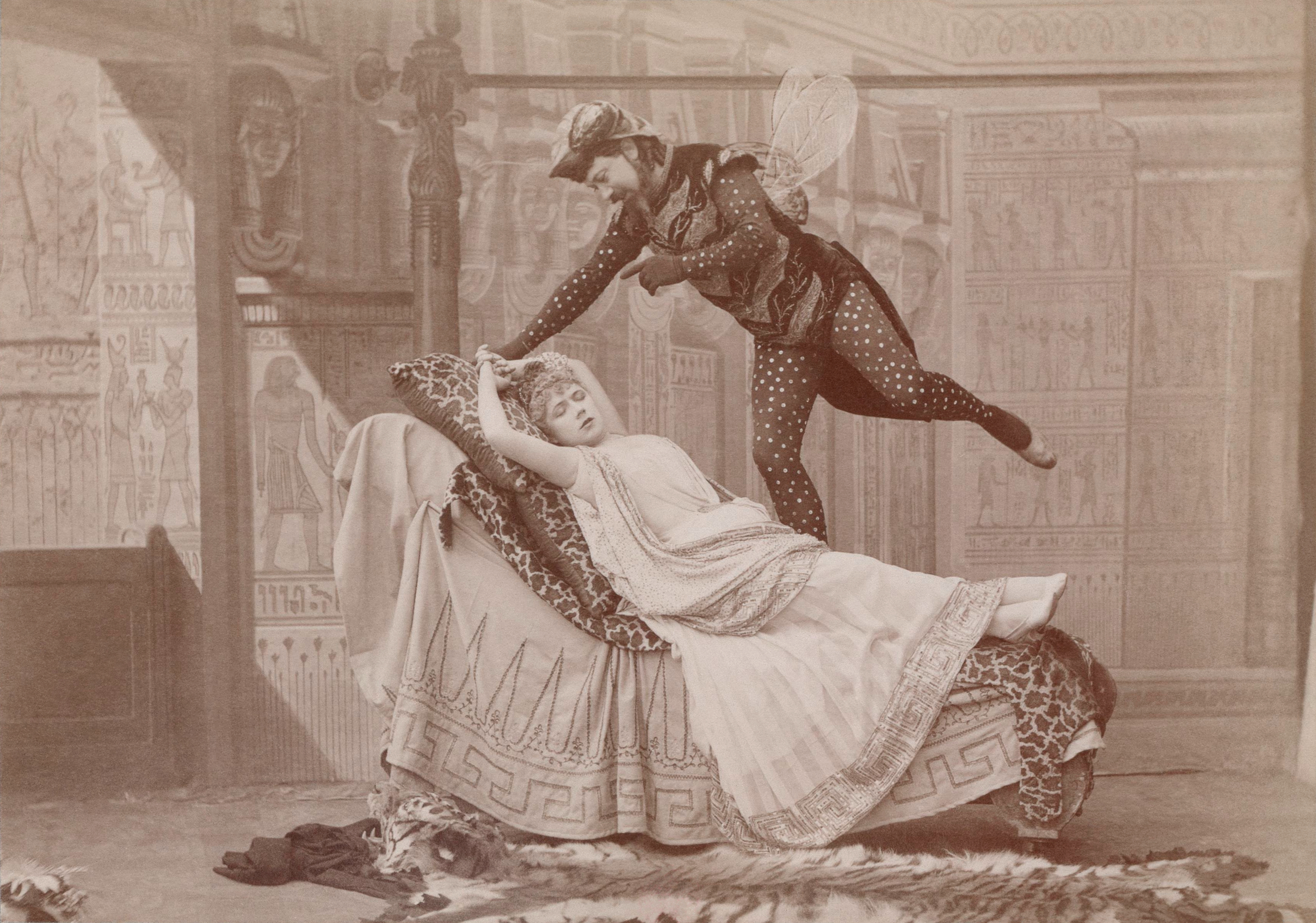
نگاره‌ای از صحنهٔ مشهور پرواز در کُمیک-اُپرای اورفئوس در برزخ